# Piscine d'Espoonlahti
La piscine d'Espoonlahti (finnois : Espoonlahden uimahalli) est une piscine située dans le quartier d'Espoonlahti à Espoo en Finlande.

## Présentation
Conçue par Osmo Sipari, la piscine d'Espoonlahti, mesure 50 mètres de long et compte 8 couloirs.
- Grand bassin : 50 m, 8 couloirs, profondeur 1,2-2,2 m, température de l'eau 27 °C
- Bassin pour enfants : 10 x 20 m, profondeur 0-0,8 m, température de l'eau 28 °C
- Tribune pour 400 spectateurs.

Les locaux de la piscine abritent également un gymnase, une salle d'exercices, un centre de kinésithérapie, un salon de coiffure, un café, une salle de réunion pour environ 15 personnes et des saunas.

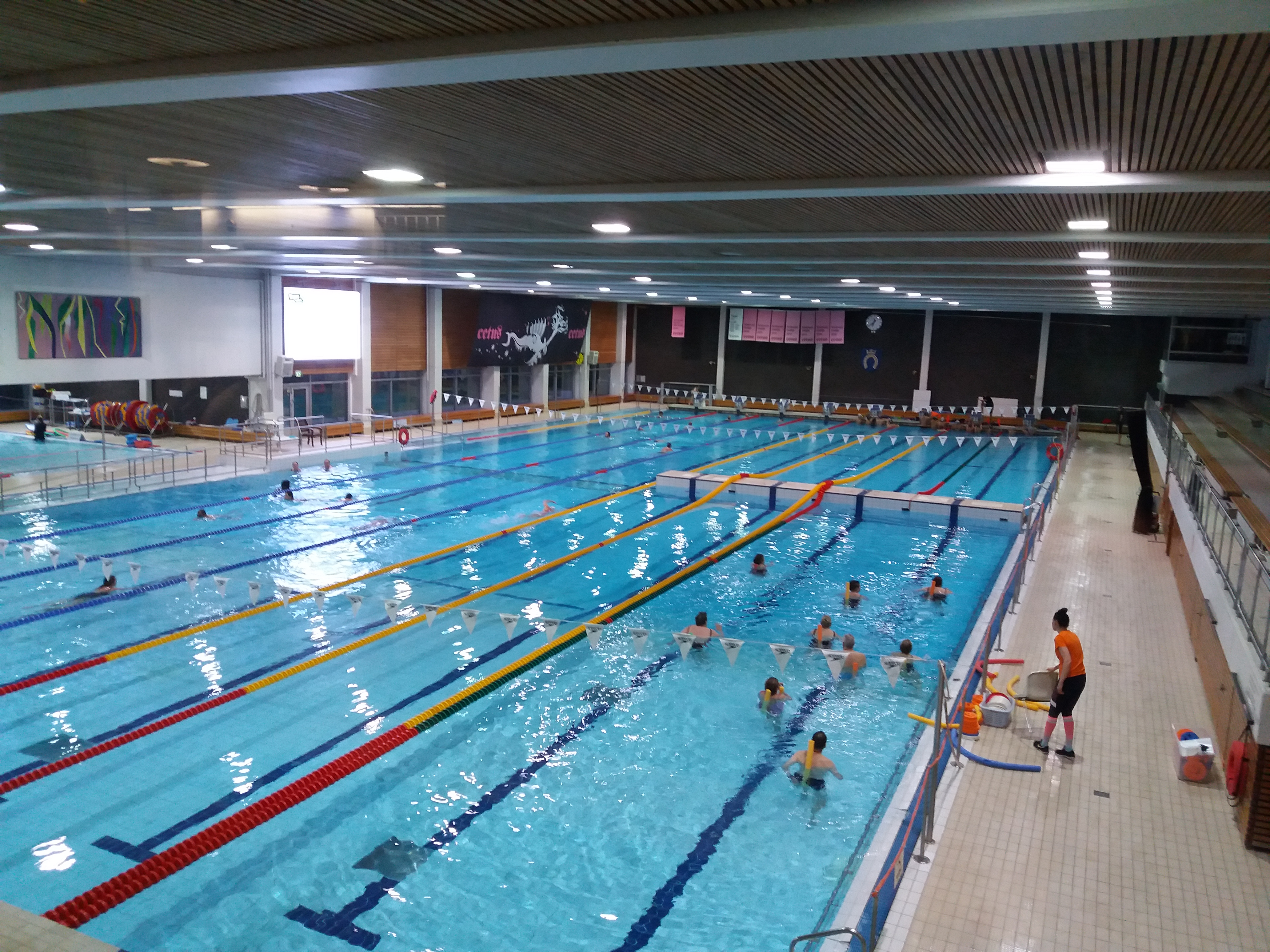
Vue intérieure.